# Mellan-Kornsjön
Mellan-Kornsjön är en sjö i Dals-Eds kommun och Tanums kommun i Bohuslän och ingår i Enningdalsälvens huvudavrinningsområde. Sjön är 27 meter djup, har en yta på 2,38 kvadratkilometer och befinner sig 140,2 meter över havet. Sjön avvattnas av vattendraget Enningdalsälven (Nordaneälven). Vid provfiske har abborre, gädda, mört och siklöja fångats i sjön.

## Delavrinningsområde
Mellan-Kornsjön ingår i det delavrinningsområde (653762-126359) som SMHI kallar för Utloppet av Mellan-Kornsjön. Medelhöjden är 163 meter över havet och ytan är 30,48 kvadratkilometer. Räknas de 6 avrinningsområdena uppströms in blir den ackumulerade arean 146,9 kvadratkilometer. Avrinningsområdets utflöde Enningdalsälven (Nordaneälven) mynnar i havet. Avrinningsområdet består mestadels av skog (75 %). Avrinningsområdet har 2,62 kvadratkilometer vattenytor vilket ger det en sjöprocent på 8,6 %.